# Busveal
Busveal – wieś w Anglii, w Kornwalii. Leży 28 km na północny wschód od miasta Penzance i 384 km na zachód od Londynu.